# White Tiger Tour
White Tiger Tour fue una serie de conciertos realizados por la agrupación de White Tiger por el año del 1986 asta l año 1987, para promocionar su álbum debut, su álbum logró el triple platino con más de 100 000 copias, y como el anunciando un supuesto álbum pero que no salió asta 1998 llamado Raw, entre las canciones del tour que destacan son: Rock Warrios y Comunicator, la cual no salió en otro álbum, talonearon a Alice Cooper, Jeff Scott Soto, WASP en lo que era América, tocando en Clubs, arenas y estadios. 

## Setlist

### América del sur
- Live For The Day
- Stand & Deliver
- Norther Wind
- I Wanna Rock
- Love / Hate
- Wild Women
- Face To Love
- Communicator
- Still Standing Strong
- Live to Rock
- Northern Wind
- Stand and Deliver
- White Hot Desire

### Canadá
- Rock Warriors
- Love/Hate
- Bad Time Coming
- Runaway
- Still Standing Strong
- Live to Rock
- Northern Wind
- Stand and Deliver
- White Hot Desire
- Live For The Day
- Stand & Deliver
- Norther Wind
- I Wanna Rock
- Love / Hate
- Wild Women
- Face To Love
- Communicator

## Lugares de conciertos

### América
- 8/11/1986 The Rock Palace - Staten Island - NY - USA
- 21/7/1986 ChatterBox Bar, Seaside Heights, NJ, USA
- 3/7/1980 Fountain Casino - Aberdeen Township, NJ, USA
- 12/4/1986 Soap Factory - Palisades Park, NJ, USA
- 1/3/1986 Detroit - Port Chester - NY, USA
- 1/12/1986 Soap Factory - Palisades Park -NJ, USA
- 27/9/1986 Arrow Lounge - Scotch Plains - NJ, USA
- 18/8/1986 The Stone Pony - Asbury Park - NJ - USA
- 17/8/1986 White Tiger at The Stone Pony, Asbury Park, NJ, USA
- 26/7/1986 White Tiger at Soap Factory, Palisades Park, NJ, USA